# Heze (ster)
Heze (zeta Virginis) is een ster in het sterrenbeeld Maagd (Virgo).